# Полья (река)
Полья (устаревшее название Поль-Я) — река в России, протекает по территории Берёзовского района Ханты-Мансийского автономного округа. Устье реки находится в 7 км по левому берегу реки Щекурьи. Длина реки — 34 км.
Образуется при слиянии левого притока Большая Полья и правого Малая Полья.

## Данные водного реестра
По данным государственного водного реестра России относится к Нижнеобскому бассейновому округу, водохозяйственный участок реки — Северная Сосьва, речной подбассейн реки — Северная Сосьва. Речной бассейн реки — (Нижняя) Обь от впадения Иртыша.
По данным геоинформационной системы водохозяйственного районирования территории РФ, подготовленной Федеральным агентством водных ресурсов:
- Код водного объекта в государственном водном реестре — 15020200112115300026714
- Код по гидрологической изученности (ГИ) — 115302671
- Код бассейна — 15.02.02.001
- Номер тома по ГИ — 15
- Выпуск по ГИ — 3